# James Whitbread Lee Glaisher
James Whitbread Lee Glaisher, angleški matematik in astronom, * 5. november 1848, † 7. december 1928.
Glaisher je najbolj znan po svojem delu iz teorije števil in modularnih form. Prvi je dokazal, da obstaja točno 92 rešitev problema osmih dam za šahovnico 8 × 8.